# Lucy Wangui
Lucy Wangui Kabuu (Nyeri, 24 maart 1984) is een Keniaanse langeafstandsloopster, die gespecialiseerd is in de 10.000 m. Ze werd Keniaans kampioene in deze discipline. Ook nam ze tweemaal deel aan de Olympische Spelen, maar won hierbij geen medailles.

## Biografie
Haar grootste prestatie leverde Wangui op de Gemenebestspelen van 2006 in Melbourne met het winnen van een gouden medaille op de 10.000 m. Met een tijd van 31.29,65 versloeg ze haar landgenote Evelyne Nganga (zilver; 31.30,86) en de Britse Mara Yamauchi (brons; 31.49,40). Op de 5000 m viel ze ook in de prijzen met een bronzen medaille. Hierbij finishte ze in 15.00,20 achter haar landgenote Isabella Ochichi (goud; 14.57,84) en de Britse Joanne Pavey (zilver; 14.59,08).
Op de Olympische Spelen van 2004 in Athene maakte ze haar olympische debuut en eindigde zij op de 10.000 m op een negende plaats in 31.05,90. Vier jaar later wist ze zich in Peking te verbeteren naar een zevende plaats in 30.39,96. Op de Afrikaanse kampioenschappen in 2008 werd ze op de 10.000 m vierde. In datzelfde jaar won ze de 5000 m bij de IAAF Golden League Meeting Gaz de France in Parijs.
In 2012 liep ze de marathon van Dubai in een tijd van 2:19.34. Ze is daarmee de tiende (peildatum oktober 2017) snelste vrouw aller tijden.
In 2013 won Wangui de 25 km van Berlijn.

## Titels
- Keniaans kampioene 10.000 m - 2013

## Persoonlijke records
Baan
| Onderdeel | Prestatie | Datum            | Plaats    |
| --------- | --------- | ---------------- | --------- |
| 1500 m    | 4.08,6    | 18 mei 2012      | Nairobi   |
| 3000 m    | 8.46,15   | 31 augustus 2008 | Gateshead |
| 5000 m    | 14.33,49  | 6 juni 2008      | Oslo      |
| 10.000 m  | 30.39,96  | 15 augustus 2008 | Peking    |

Weg
| Onderdeel      | Prestatie | Datum            | Plaats         |
| -------------- | --------- | ---------------- | -------------- |
| 5 km           | 15.21     | 31 mei 2014      | Albany         |
| 10 km          | 31.17     | 15 februari 2013 | Ras al-Khaimah |
| 15 km          | 47.14     | 15 februari 2013 | Ras al-Khaimah |
| 20 km          | 1:02.49   | 15 februari 2013 | Ras al-Khaimah |
| halve marathon | 1:06.09   | 15 februari 2013 | Ras al-Khaimah |
| 25 km          | 1:21.37   | 5 mei 2013       | Berlijn        |
| 30 km          | 1:39.53   | 22 april 2012    | Londen         |
| marathon       | 2:19.34   | 27 januari 2012  | Dubai          |

## Palmares

### 3000 m
- 2006: 10e Wereldatletiekfinale - 8.56,41

### 5000 m
Kampioenschappen
- 2003: 4e Keniaanse kamp. - 15.42,5
- 2005: 5e Wereldatletiekfinale - 15.00,20
- 2006:  Gemenebestspelen - 15.00,20

Golden League-podiumplekken
- 2008:  Bislett Games – 14.33,49
- 2008:  Meeting Gaz de France – 14.38,47

### 10.000 m
- 2003:  Shizuoka Meeting - 32.13,24
- 2004:  Keniaanse olympische Trials in Nairobi - 32.12,3
- 2004: 9e OS - 31.05,90
- 2006:  Gemenebestspelen - 31.29,66
- 2007:  Shizuoka International - 31.32,52
- 2007: 7e Keniaanse WK Trials in Nairobi - 33.24,8
- 2008:  Keniaanse Afrikaanse kamp. Trials in Nairobi - 33.36,0
- 2008: 4e Afrikaanse kamp. in Addis Ababa - 33.52,11
- 2008:  Keniaanse Olympische Trials in Nairobi - 32.18,6
- 2008: 7e OS - 30.39,96
- 2011: 14e Keniaanse WK Trials in Nairobi -
- 2013:  Keniaanse kamp. in Nairobi - 32.44,1
- 2014: 4e Keniaanse kamp. in Nairobi - 32.50,37

### 5 km
- 2008: 4e adidas Women's Challenge in Londen - 15.53
- 2014:  Freihofer's Run for Women in Albany - 15.20,1

### 10 km
- 2008:  Resolution Asset Management Women's Run in Glasgow - 31.41
- 2011:  Great Edinburgh Run - 32.28
- 2013: 4e TCS World in Bangalore - 32.18
- 2014:  TCS World in Banglore - 31.48
- 2014: 4e Carrera la Mujer in Bogota - 34.43

### halve marathon
- 2004:  halve marathon van Yamaguchi - 1:09.47
- 2011:  Great North Run - 1:07.06
- 2011:  halve marathon van New Delhi - 1:07.04
- 2013:  halve marathon van Ras al-Khaimah - 1:06.09
- 2014: 4e halve marathon van Kopenhagen - 1:08.37
- 2015:  halve marathon van Kopenhagen - 1:08.51

### 25 km
- 2013:  25 km van Berlijn - 1:21.35

### marathon
- 2012:  marathon van Dubai - 2:19.34
- 2012: 5e marathon van Londen - 2:23.12
- 2012:  marathon van Chicago - 2:22.41
- 2013: 24e WK - 2:44.06
- 2014:  marathon van Tokio - 2:24.16
- 2015:  marathon van Dubai - 2:20.21

### veldlopen
- 2005: 5e WK korte afstand in Saint Galmier - 13.25